# 東京高等検察庁
東京高等検察庁（とうきょうこうとうけんさつちょう）は、東京都千代田区にある日本の高等検察庁の一つで、関東地方および中部地方東部1都10県を管轄している。略称は、東京高検（とうきょうこうけん）。

## 概説
東京高等検察庁は、東京都千代田区にある日本の高等検察庁のひとつである。東京高等検察庁検事長は検察官俸給法における報酬額で他の検事長とは区別されており、その俸給の額は検事総長についで2番目であり、次長検事及び東京高等検察庁検事長以外の検事長を上回る。法務省・検察庁の序列としては2番目として扱われる。
ただし法令上は、検事総長の次席にあるのは次長検事であり、東京高検検事長は他の高検検事長と同等であるが、運用上は検事長の中での最上位とされる。
外国にいる逃亡犯罪人の引渡しの請求の実務は逃亡犯罪人引渡法の規定により東京高等検察庁が担当する。

## 管轄区域
- 管轄区域：東京都、神奈川県、埼玉県、千葉県、茨城県、栃木県、群馬県、静岡県、山梨県、長野県、新潟県
- 管轄人口：51,965,708人
- 管轄面積：70,826.92km2
- 人口密度：733.7人／km2

## 歴代検事長
（在任、前職、後職）
- 伊藤榮樹 （1983年12月～1985年12月、次長検事、検事総長）
- 前田宏（1985年12月～1988年3月、法務事務次官、検事総長）
- 大堀誠一（1988年3月～1988年6月、次長検事、最高裁判所判事）
- 筧栄一（1988年6月～1990年5月、次長検事、検事総長）
- 根岸重治（1990年5月～1991年12月、次長検事、定年退官、最高裁判所判事）
- 岡村泰孝（1991年12月～1992年5月、次長検事、検事総長）
- 藤永幸治（1992年5月～1993年7月、次長検事、定年退官）
- 吉永祐介（1993年7月～1993年12月、大阪高等検察庁検事長、検事総長）
- 根來泰周（1993年12月～1995年7月、法務事務次官、定年退官）
- 土肥孝治（1995年7月～1996年1月、大阪高等検察庁検事長、検事総長）
- 濱邦久（1996年1月～1997年12月、法務事務次官、退官）
- 北島敬介（1997年12月～1998年6月、次長検事、検事総長）
- 則定衛（1998年6月～1999年4月、法務事務次官、女性問題で辞職）
- 村山弘義（1999年4月～1999年12月、名古屋高等検察庁検事長、退官、日本美術刀剣保存協会会長、日本相撲協会副理事長）
- 原田明夫（1999年12月～2001年7月、法務事務次官、検事総長）
- 松浦恂（2001年7月～2002年1月、次長検事、退官）
- 甲斐中辰夫（2002年1月～2002年10月、次長検事、最高裁判所判事）
- 木藤繁夫（2002年10月～2003年9月、広島高等検察庁検事長、退官）
- 松尾邦弘（2003年9月～2004年6月、次長検事、検事総長）
- 但木敬一（2004年6月～2006年6月、法務事務次官、検事総長）
- 上田廣一（2006年6月～2006年12月、次長検事、退官、政治資金適正化委員会委員長）
- 樋渡利秋（2006年12月～2008年7月、広島高等検察庁検事長、検事総長）
- 大林宏（2008年7月～2010年6月、札幌高等検察庁検事長、検事総長）
- 笠間治雄（2010年6月～2010年12月、広島高等検察庁検事長、検事総長）
- 小貫芳信  (2010年12月～2011年8月、名古屋高等検察庁検事長、退官後に最高裁判所判事)
- 小津博司（2011年8月～2012年7月、次長検事、検事総長）
- 大野恒太郎（2012年7月～2014年7月、仙台高等検察庁検事長、検事総長）
- 渡辺恵一（2014年7月～2015年12月、次長検事、退官）
- 西川克行（2015年12月～2016年9月、札幌高等検察庁検事長、検事総長）
- 田内正宏（2016年9月～2017年9月、名古屋高等検察庁検事長、退官）
- 稲田伸夫（2017年9月～2018年7月、仙台高等検察庁検事長、検事総長）
- 八木宏幸（2018年7月～2019年1月、次長検事、退官、国際人材協力機構理事長）
- 黒川弘務（2019年1月〜2020年5月、法務事務次官、新型コロナウイルス感染症流行拡大に伴う緊急事態宣言が出されている中で賭け麻雀を行っていた問題で辞職）
- 林眞琴（2020年5月～7月、名古屋高等検察庁検事長、検事総長）
- 堺徹 (2020年7月〜2021年7月、次長検事、退官後に最高裁判所判事)
- 甲斐行夫 (2021年7月～2022年6月、福岡高等検察庁検事長、検事総長)
- 落合義和 (2022年6月～2023年1月、次長検事、退官)
- 畝本直美 (2023年1月～2024年7月、広島高等検察庁検事長、(女性初)。検事総長)
- 齋藤隆博 (2024年7月〜2025年7月、次長検事、退官)
- 川原隆司(2025年7月〜現職、法務事務次官)